# أليزارين
الأليزارين هو مركب عضوي معروف منذ القدم كصباغ أحمر مهم. وهو مركب أنثراكينون مشتق من جذور نبات الفوة. وهو أول صباغ طبيعي أنتج صناعيا في عام 1869. والأليزارين هو اسم لعدد من الأصبغة المتنوعة، مثل "Alizarine Cyanine Green G" و "Alizarine Brilliant Blue R".
يجب الإشارة إلى أن اسم الأليزارين مشتق من الكلمة العربية "al-usara" العصارة.

## تاريخ
زرعت الفوة من أجل استخدامها كصباغ منذ القدم في آسيا الوسطى، ومصر، حيث نمت منذ 1500 قبل الميلاد. ووجد النسيج المصبوغ بجذور الفوة في مقبرة للفرعون توت عنخ أمون وفي أنقاض حضارات بومبي وكورنث القديمة. وفي العصور الوسطى، شجع شارلمان زراعة الفوة. وقد نمت جيدًا في التربة الرملية لهولندا، وأصبحت جزءا هاما من الاقتصاد المحلي.
وفي عام 1804 أدخل صانع الأصبغة الأنكليزي جورج فيلد (George Field)  تحسينات على استخراج لون الفوة بمعالجتها بالشبة والقلي، حيث حول خلاصة الفوة الذوابة في الماء إلى خضاب صلب غير ذواب في الماء. هذا الملون الناتج (madder lake) أعطى لونا دائما، ويمكن استخدامه بفعالية، على سبيل المثال عن طريق مزجه بالطلاء. وعلى مدى السنوات التالية، وجد أن أملاحا معدنية أخرى، بما في ذلك الأملاح الحاوية على الحديد، والقصدير، والكروم، يمكن استخدامها بدلا من الشبة لتعطي خضبا من ألوان مختلفة مشتقة من لون الفوة. وقد عرفت هذه الطريقة العامة في تحضير (lakes) لقرون عديدة.
وفي عام 1826، وجد الكيميائي الفرنسي جان بيير روبيكيه (Pierre-Jean Robiquet) أن جذور الفوة تحتوي على ملونين، الأليزارين الأحمر والبوربورين (purpurin) وهو سريع النصول (fading). وقد أصبح مركب الأليزارين أول الأصبغة الطبيعية المركبة صناعيا في عام 1868 عندما أوجد الكيميائيان الألمانيان كارل غراب (Carl Graebe) وكارل ليبرمان (Carl Liebermann)، والعاملين في شركة باسف BASF، طريقة لإنتاج الأليزارين من أنثراسين. وفي نفس الوقت تقريبا، اكتشف كيميائي الأصبغة الإنجليزي ويليم هنري بيركن (William Henry Perkin) نفس طريقة التصنيع، مع أن مجموعة باسف قد سجلوا براءة الاختراع قبل بيركن بيوم واحد فقط.
وقد أنتج الأليزارين التركيبي بكلفة بسيطة مقارنة بالصباغ الطبيعي، فانهارت سوق الفوة تقريبا بين عشية وضحاها. الاصطناع الرئيسي يوجب أكسدة أنثراكينون-2-حمض السلفونيك باستخدام نترات الصوديوم في هيدروكسيد الصوديوم المركز. وقد استبدل الأليزارين بدوره في أيامنا هذه بخضب كيناكريدون المقاومة للضوء (quinacridone) التي طورتها دو بونت في عام 1958.

## معرض صور

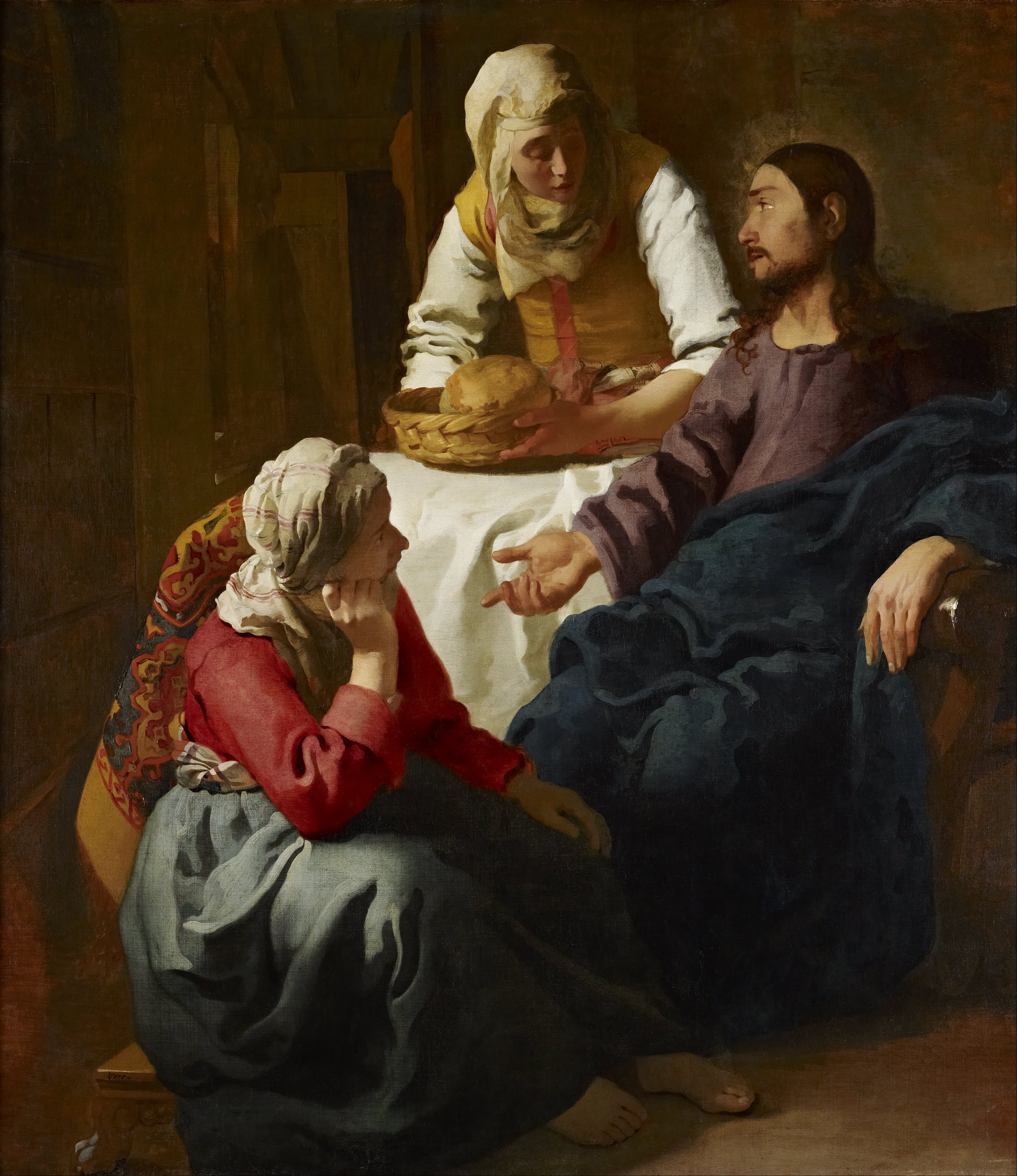
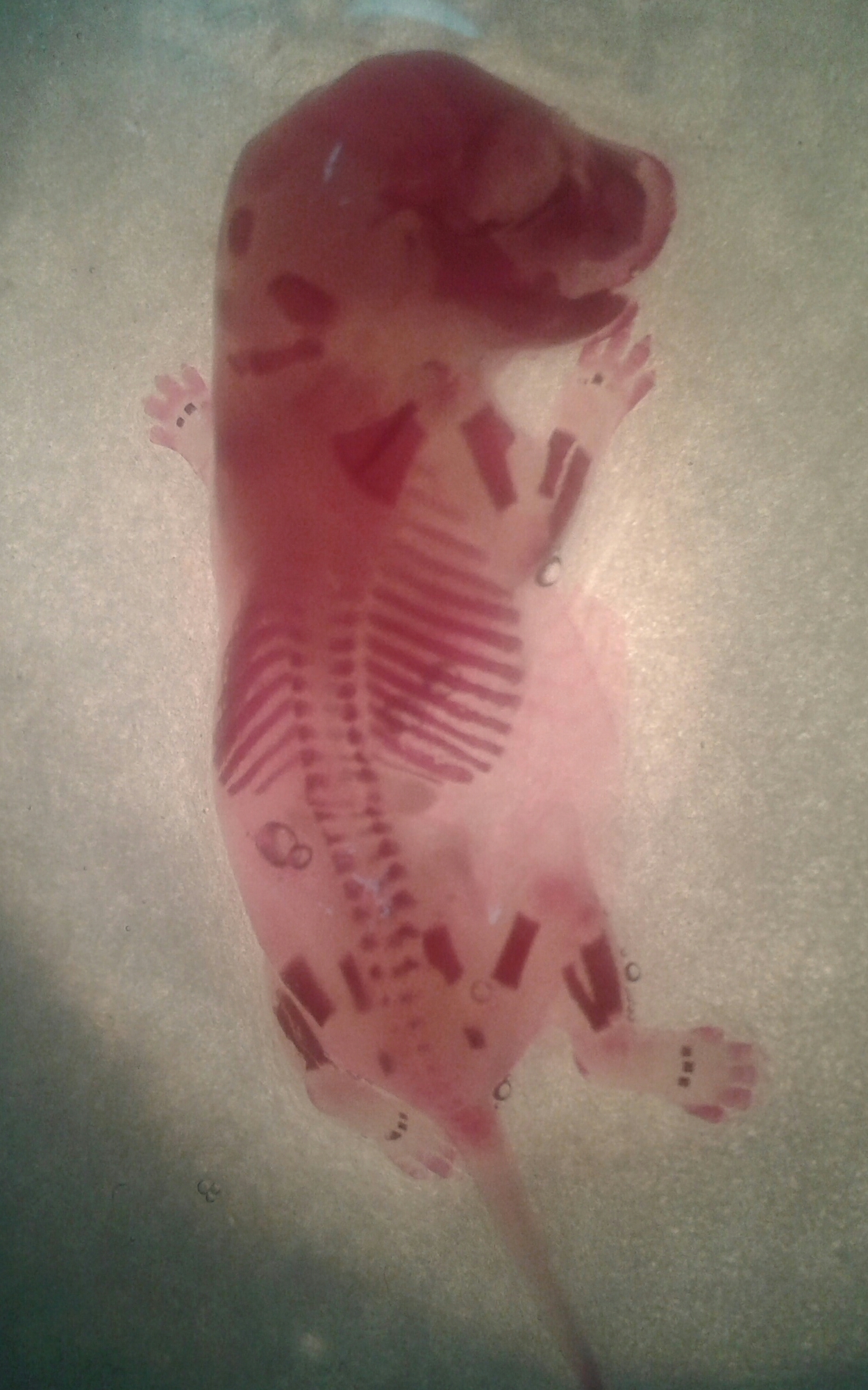
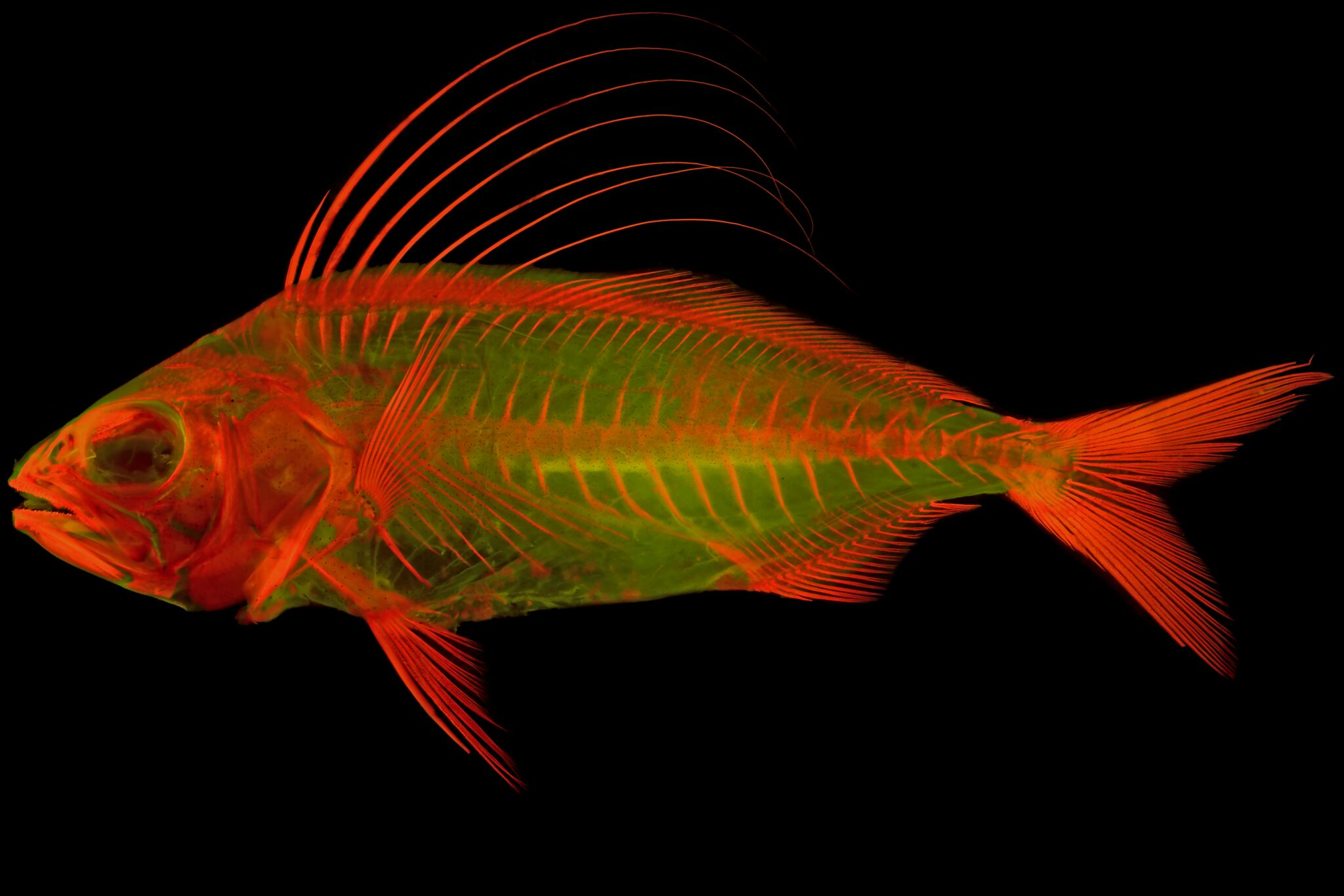